# Arowana's
Osteoglossidae of Arowana's is een familie van vissen. Ze behoren tot de Beentongvissen. Ze komen in Zuid-Amerika, Afrika, Azië en Australië voor.  Arowana's leven doorgaans in langzaam stromend en stilstaand water en jagen op vissen, insecten en garnalen. Het zijn muilbroeders: de voortplanting geschiedt door het uitbroeden van eieren in de bek van de ouderdieren. Het zijn vissen die zeer goed kunnen springen, de zilveren arowana zelfs tot anderhalve meter boven het oppervlak. In Zuid-Amerika leven 2 soorten, de Osteoglossum ferreira of zwarte arowana en de Osteoglossum bicirrhossum of Zilveren Arowana.
In Azië leeft de Scleropagus formosa of Aziatische Arowana, die in verschillende kleuren voorkomt. Deze vissen staan op de Cites lijst en zijn zeer kostbaar.
In Australië leven 2 soorten, de Scleropagus jardini of Jardini en de Slerophagus leichardti of geparelde arowana.

## Leven in een aquarium
Tegenwoordig worden deze vissen ook in aquaria gehouden. De verschillende soorten bereiken in het aquarium een gemiddelde grootte van 60-80 cm. Ze hebben een zeer grote bak nodig van minimaal 2 meter lang, 1 meter breed en 60 cm hoog. Vanwege het springgedrag van de Arowana's dienen aquaria van boven goed afgedekt te zijn. 
De waterkwaliteit dient goed op peil gehouden te worden, wat neer komt op een goede filtering met daarbij wekelijks een 20-25% waterverversing.
Arowana's zijn met verschillende andere grote vissoorten samen te houden. Uitzondering zijn de Australische arowana's die gezien hun zeer felle karakter het beste solitair gehouden kunnen worden.

## Bescherming
Deze soorten  behoren, uitgezonderd de Aziatische Arowana, niet tot de vissoorten die op de Cites-lijst staan. De Aziatische Arowana's, Scleropagus formosa, is internationaal wettelijk beschermd. Van deze soort mogen alleen dieren uit gecontroleerde kweek met CITES-papieren en geïmplanteerde microchip worden gehouden. Een eventuele kweek van die soort (in Nederland) dient bovendien gemeld te worden bij de LID (Landelijke Inspectie Dienst) die toeziet op het wel en wee van dieren.

## Geslachten
- Osteoglossum Cuvier, 1829
- Scleropages Günther, 1864